# Norwegische Fischereihochschule

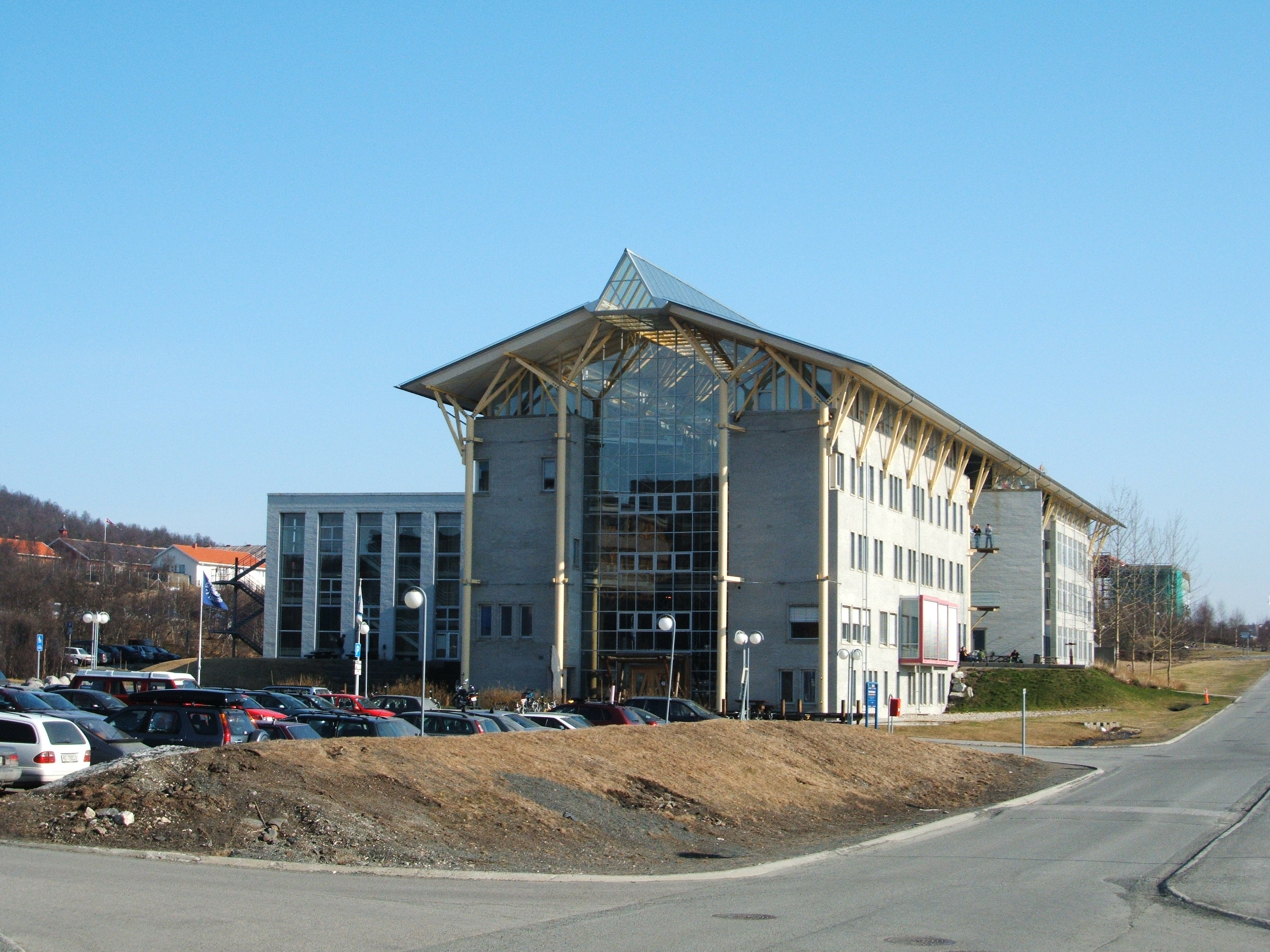
Norwegische Fischereihochschule

Die Norwegische Fischereihochschule (norwegisch: Norges fiskerihøgskole, kurz NFH) wurde 1972 aus einer Zusammenarbeit der drei Universitäten Bergen, Tromsø und Trondheim gegründet und ist seit 1988 eine halb-autonome Hochschule innerhalb der Universität Tromsø. Im Herbst 2012 studierten etwa 200 Personen an der NFH.
Die Hochschule ist Zentrum der norwegischen Forschung für Fischerei und Aquakultur mit besonderem Schwerpunkt in Ausbildung in den Bereichen Fischindustrie und Fischereiwirtschaft. 